# Katri Veltheim
Katri Veltheim, född Paavolainen 14 april 1918 i Kanneljärvi, Viborgs län, död 16 mars 2011 i Esbo, var en finländsk författare. Hon var dotter till Erkki Paavolainen.
Veltheim, som var filosofie magister, ingick 1943 äktenskap med statsgeolog Valto Veltheim och var länge tillsammans med honom bosatt i utlandet. Hon skrev senare flera minnesböcker om det avträdda Karelen; Kultainen rinkeli (1984), Kävelyllä Viipurissa (1985) och Kannaksen teillä (1987) samt tillsammans med Pirkko Koski, Valokiilassa näyttelijä (1988).

### Uppslagsverk
- Paavolainen, Erkki i Uppslagsverket Finland (webbupplaga, 2012). CC-BY-SA 4.0